# Bobsleigh aux Jeux olympiques de 1952
Pour des articles plus généraux, voir Bobsleigh aux Jeux olympiques et Jeux olympiques d'hiver de 1952.
Navigation
Saint-Moritz 1948 Cortina d'Ampezzo 1956
Les deux épreuves de Bobsleigh aux Jeux olympiques d'hiver de 1952 ont eu lieu du 14 au 15 février 1952 pour la épreuve du bob à deux et du 21 au 22 pour l'épreuve du bob à quatre à Korketrekkeren en Norvège.
C'est à la suite de cette édition que la FIBT décida de limiter le poids des concurrents ; en effet, l'Allemagne aligna des concurrents d'un poids bien supérieur aux autres équipes en bob à 2 et 4 et « écrasa » ainsi la compétition.

## Podiums
| Épreuves                         | Or                                                                              | Argent                                                                        | Bronze                                                                        |
| -------------------------------- | ------------------------------------------------------------------------------- | ----------------------------------------------------------------------------- | ----------------------------------------------------------------------------- |
| Bob à deux résultats détaillés   | Allemagne Allemagne I Andreas Ostler Lorenz Nieberl                             | États-Unis USA I Stanley Benham Patrick Martin                                | Suisse Suisse I Fritz Feierabend Stephan Waser                                |
| Bob à quatre résultats détaillés | Allemagne Allemagne I Andreas Ostler Friedrich Kuhn Lorenz Nieberl Franz Kemser | États-Unis USA I Stanley Benham Patrick Martin Howard Crossett James Atkinson | Suisse Suisse I Fritz Feierabend Albert Madörin André Filippini Stephan Waser |

## Nations participantes
La Belgique participe uniquement dans l'épreuve de bob à deux et l'Argentine du bob à quatre. 25 athlètes participent aux deux épreuves. Un total de 71 bobeurs de 10 nations participent aux Jeux d'Oslo :
- Argentine (4)
- Autriche (8)
- Belgique (4)
- France (5)
- Allemagne (6)
- Italie (8)
- Norvège (9)
- Suède (9)
- Suisse (8)
- États-Unis (10)

## Résultats

### Bob à deux
| Rang   | Equipe                 | Athlètes                              | Manche 1      | Manche 2      | Manche 3      | Manche 4      | Total         |
| ------ | ---------------------- | ------------------------------------- | ------------- | ------------- | ------------- | ------------- | ------------- |
| Or     | Allemagne Allemagne I  | Andreas Ostler et Lorenz Nieberl      | 1 min 20 s 76 | 1 min 21 s 64 | 1 min 21 s 02 | 1 min 21 s 12 | 5 min 24 s 54 |
| Argent | États-Unis USA I       | Stanley Benham et Patrick Martin      | 1 min 22 s 03 | 1 min 22 s 12 | 1 min 21 s 21 | 1 min 21 s 53 | 5 min 26 s 89 |
| Bronze | Suisse Suisse I        | Fritz Feierabend et Stephan Waser     | 1 min 22 s 13 | 1 min 22 s 46 | 1 min 21 s 67 | 1 min 21 s 45 | 5 min 27 s 71 |
| 4      | Suisse Suisse II       | Felix Endrich et Werner Spring        | 1 min 22 s 14 | 1 min 22 s 32 | 1 min 22 s 50 | 1 min 22 s 19 | 5 min 29 s 15 |
| 5      | France France II       | André Robin et Henri Rivière          | 1 min 23 s 22 | 1 min 23 s 06 | 1 min 22 s 85 | 1 min 22 s 85 | 5 min 31 s 98 |
| 6      | Belgique Belgique I    | Marcel Leclef et Albert Casteleyns    | 1 min 22 s 09 | 1 min 23 s 69 | 1 min 22 s 94 | 1 min 23 s 79 | 5 min 32 s 51 |
| 7      | États-Unis USA II      | Frederick Fortune et John L. Helmer   | 1 min 23 s 46 | 1 min 24 s 48 | 1 min 23 s 15 | 1 min 22 s 73 | 5 min 33 s 82 |
| 8      | Suède Suède I          | Olle Axelsson et Jan Lapidoth         | 1 min 24 s 30 | 1 min 23 s 92 | 1 min 23 s 46 | 1 min 24 s 09 | 5 min 35 s 77 |
| 9      | Autriche Autriche I    | Karl Wagner et Franz Eckhardt         | 1 min 24 s 16 | 1 min 24 s 54 | 1 min 24 s 00 | 1 min 24 s 34 | 5 min 37 s 04 |
| 10     | Italie Italie II       | Alberto Della Beffa et Dario Colombi  | 1 min 23 s 86 | 1 min 24 s 71 | 1 min 24 s 03 | 1 min 24 s 62 | 5 min 37 s 22 |
| 11     | Allemagne Allemagne II | Theo Kitt et Friedrich Kuhn           | 1 min 24 s 43 | 1 min 25 s 22 | 1 min 24 s 52 | 1 min 24 s 08 | 5 min 38 s 25 |
| 12     | Italie Italie I        | Umberto Gilarduzzi et Luigi Cavalieri | 1 min 23 s 86 | 1 min 25 s 26 | 1 min 24 s 80 | 1 min 24 s 44 | 5 min 38 s 36 |
| 13     | Norvège Norvège I      | Arne Holst et Kåre Christiansen       | 1 min 24 s 52 | 1 min 24 s 77 | 1 min 24 s 24 | 1 min 24 s 88 | 5 min 38 s 41 |
| 14     | Norvège Norvège II     | Erik Tandberg et Curt James Haydn     | 1 min 26 s 33 | 1 min 24 s 82 | 1 min 24 s 23 | 1 min 24 s 24 | 5 min 39 s 62 |
| 15     | Suède Suède II         | Kjell Holmström et Nils Landgren      | 1 min 25 s 76 | 1 min 25 s 84 | 1 min 25 s 65 | 1 min 25 s 57 | 5 min 42 s 82 |
| 16     | Autriche Autriche II   | Heinz Hoppichler et Wilfried Thurner  | 1 min 30 s 27 | 1 min 28 s 30 | 1 min 27 s 78 | 1 min 27 s 51 | 5 min 53 s 86 |
| 17     | France France I        | Robert Guillard et Joseph Chatelus    | 1 min 29 s 68 | 1 min 28 s 84 | 1 min 28 s 71 | 1 min 28 s 08 | 5 min 55 s 31 |
| 18     | Belgique Belgique II   | Charles De Sorgher et André De Wulf   | 1 min 29 s 49 | 1 min 29 s 00 | 1 min 29 s 29 | 1 min 30 s 50 | 5 min 58 s 28 |

### Bob à quatre
| Rang   | Equipe                | Athlètes                                                                 | Manche 1      | Manche 2      | Manche 3      | Manche 4      | Total           |
| ------ | --------------------- | ------------------------------------------------------------------------ | ------------- | ------------- | ------------- | ------------- | --------------- |
| Or     | Allemagne Allemagne I | Andreas Ostler, Friedrich Kuhn, Lorenz Nieberl et Franz Kemser           | 1 min 16 s 84 | 1 min 17 s 57 | 1 min 16 s 55 | 1 min 16 s 86 | 5 min 07 s 84   |
| Argent | États-Unis USA I      | Stanley Benham, Patrick Martin, Howard Crossett et James Atkinson        | 1 min 17 s 44 | 1 min 17 s 78 | 1 min 16 s 72 | 1 min 18 s 54 | 5 min 10 s 48   |
| Bronze | Suisse Suisse I       | Fritz Feierabend, Albert Madörin, André Filippini et Stephan Waser       | 1 min 18 s 67 | 1 min 18 s 08 | 1 min 17 s 40 | 1 min 17 s 55 | 5 min 11 s 70   |
| 4      | Suisse Suisse II      | Felix Endrich, Fritz Stöckli, Franz Kapus et Werner Spring               | 1 min 17 s 75 | 1 min 19 s 45 | 1 min 17 s 88 | 1 min 18 s 90 | 5 min 13 s 98   |
| 5      | Autriche Autriche I   | Karl Wagner, Franz Eckhardt, Hermann Palka et Paul Aste                  | 1 min 19 s 34 | 1 min 18 s 91 | 1 min 18 s 27 | 1 min 18 s 22 | 5 min 14 s 74   |
| 6      | Suède Suède I         | Kjell Holmström, Felix Fernström, Nils Landgren et Jan Lapidoth          | 1 min 19 s 11 | 1 min 19 s 90 | 1 min 17 s 28 | 1 min 18 s 72 | 5 min 15 s 01   |
| 7      | Suède Suède II        | Gunnar Åhs, Börje Ekedahl, Lennart Sandin et Gunnar Garpö                | 1 min 18 s 84 | 1 min 19 s 93 | 1 min 18 s 66 | 1 min 20 s 43 | 5 min 17 s 86   |
| 8      | Argentine Argentine I | Carlos Tomasi, Robert Bordeu, Carlos Sareisian et Héctor Tomasi          | 1 min 20 s 15 | 1 min 19 s 81 | 1 min 19 s 35 | 1 min 19 s 54 | 5 min 18 s 85   |
| 9      | États-Unis USA II     | James Bickford, Hubert Miller, Maurice R. Severino et Joseph Scott       | 1 min 19 s 13 | 1 min 19 s 97 | 1 min 19 s 49 | 1 min 21 s 09 | 5 min 19 s 68   |
| 10     | Italie Italie II      | Alberto Della Beffa, Sandro Rasini, Dario Colombi et Dario Poggi         | 1 min 20 s 02 | 1 min 21 s 39 | 1 min 18 s 86 | 1 min 19 s 65 | 5 min 19 s 62   |
| 11     | France France I       | André Robin, Joseph Chatelus, Louis Saint-Calbre et Henri Rivière        | 1 min 18 s 90 | 1 min 19 s 91 | 1 min 19 s 18 | 1 min 22 s 75 | 5 min 20 s 74   |
| 12     | Norvège Norvège I     | Arne Holst, Trygve Brudevold, Curt James Haydn et Kåre Christiansen      | 1 min 20 s 05 | 1 min 19 s 93 | 1 min 19 s 98 | 1 min 21 s 40 | 5 min 21 s 36   |
| 13     | Norvège Norvège II    | Reidar Alveberg, Anders Hveem, Arne Røgden et Gunnar Thoresen            | 1 min 21 s 53 | 1 min 21 s 18 | 1 min 20 s 77 | 1 min 20 s 99 | 5 min 24 s 47   |
| 14     | Italie Italy II       | Umberto Gilarduzzi, Michele Alverà, Vittorio Folonari et Luigi Cavalieri | 1 min 21 s 23 | 1 min 21 s 35 | 1 min 21 s 64 | 1 min 21 s 76 | 5 min 25 s 98   |
| Abd.   | Autriche Autriche II  | Kurt Loserth, Wilfried Thurner, Franz Kneissl et Heinz Hoppichler        | 1 min 19 s 51 | 1 min 20 s 25 | 1 min 20 s 44 |               | N'a pas terminé |

## Tableau des médailles
| Rang | Nation     | Or | Argent | Bronze | Total |
| ---- | ---------- | -- | ------ | ------ | ----- |
| 1    | Allemagne  | 2  | 0      | 0      | 2     |
| 2    | États-Unis | 0  | 2      | 0      | 2     |
| 3    | Suisse     | 0  | 0      | 2      | 2     |